# Singer Zsigmond
Singer Zsigmond (Pápa, 1850. október 22. – Budapest, 1913. június 27.) hírlapíró és szerkesztő.

## Életútja
Singer Manó és Bergl Mária gyermekeként zsidó családban született. Középiskoláit Pesten, a jogot a bécsi egyetemen végezte és ott tette le az államvizsgálatokat is. 1872-ben a hírlapírói pályára lépett mint a Neue Freie Presse belmunkatársa. 1876 őszétől mint a nevezett hírlap levelezője és képviselője Budapesten tartózkodott. Később a Pester Lloyd szerkesztőségébe lépett és Falk Miksa halála után pedig 1906-ban annak főszerkesztője lett. 
Kiváló publicista volt és politikai cikkeivel nagy szolgálatokat tett az országnak külföldön is, lapját pedig magas nívóra emelte. Érdemei elismeréséül 1912-ben főrendiházi tagnak nevezték ki. 1903-ban megkapta a porosz vörös sasrend III. osztályú és a szerb Száva rend középkeresztjét. A Kisfaludy Társaság alapító tagja, a hírlapírók betegpénztárának egyik megteremtője volt. Cikke a Neue Freie Presseben (1899. 1254. sz. Petőfi) stb.